# Hydrotrida caroliniana
Hydrotrida caroliniana là một loài thực vật có hoa trong họ Mã đề. Loài này được (Walter) Small mô tả khoa học đầu tiên năm 1913.